# Tour della nazionale maschile di rugby a 15 dell'Australia 2010
I "Wallabies"  nazionale di "rugby a 15" dell'Australia tra il 2008 e il 2010 hanno in programma  di recarsi  sovente in tour, specialmente nel mese di novembre in Europa e Argentina.
Per il 2010, è in programma un match a Hong Kong contro la Nuova Zelanda, quindi una serie di match in Europa

## Risultati
A Hong Kong l'Australia conquista la vittoria con una rimonta in extremis, favorita da gravi errori difensivi degli All Blacks nella fase decisiva.
Sbarcata in Europa, l'Australia supera il Galles con un incisivo secondo tempo, trascinata da Kurtley Beale, anche se subisce nel finale il ritorno degli avversari che segnano una meta al 70'.
Nel mid-week contro Leicester gli Wallabies vincono a fatica 26-15
.
In tale occasione Leicester adotta per l'occasione la tradizionale identificazione dei giocatori attraverso lettere anziché numeri.
A Londra, contro l'Inghilterra giunge un'inattesa pesante sconfitta per 35-18 e, nel mid-week successivo, in Irlanda, le seconde linee subiscono una sconfitta contro Munster. 
La squadra della provincia irlandese, per la quarta volta dal 1967, batte gli australiani in casa propria, anche se nell'occasione per la prima volta a Thomond Park
Dopo la sconfitta irlandese gli Wallabies sbarcano sul continente; a Firenze, contro l'Italia, pur non brillando, vincono marcando due mete, una delle quali a tempo scaduto, contro una degli italiani; a Parigi invece si riscattano travolgendo per 59-16 la Francia, fresca reduce della vittoria sull'Argentina
.

### Itest match
| Arbitro: | Alain Rolland |

|                                                            |      |                               |
| 8’ Cooper, 23’ Ashley-Cooper, 60’ Mitchell, 80’+1 O’Connor | mt   | 30’ Cowan, 35’ Jane, 53’ Nonu |
| 23’ Giteau, 60’ e 80’+1 O’Connor                           | tr   | 30’, 35’ e 53’ Carter         |
|                                                            | c.p. | 40’ Carter                    |

| Arbitro: | Wayne Barnes |

|                        |      |                                     |
| 70’ Rees               | mt   | 6’ Pocock, 47’ Beale, 60’ Alexander |
| 70’ Biggar             | tr   | 6’ e 47’ O’Connor                   |
| 3’, 31’ e 52’ S. Jones | c.p. | 64’ e 73’ O’Connor                  |

| Arbitro: | Craig Joubert |

|                                          |      |                    |
| 24’ e 46’ C. Ashton                      | mt   | 53’ e 64’ Beale    |
| 24’ e 46’ Flood                          | tr   | 53’ O’Connor       |
| 11’, 34’, 38’, 42’, 57’, 69’ e 77’ Flood | c.p. | 31’ e 39’ O’Connor |

| Arbitro: | Christophe Berdos |

|                                         |      |                                     |
| 71’ Barbieri                            | mt   | 8’ Mitchell, 80’+1 Elsom            |
|                                         | tr   | 8’ e 80’+1 Barnes                   |
| 11’ e 40’ Mirco Bergamasco, 35’ Orquera | c.p. | 2’, 13’, 50’, 53’, 59’ e 67’ Barnes |

| Arbitro: | Bryce Lawrence |

|                     |      |                                                                                 |
| 30’ tecnica         | mt   | 4’ Ashley-Cooper, 48’ Robinson, 51’ Genia 66’, 73’ e 76’ Mitchell, 80’ O’Connor |
| 30’ Parra           | tr   | 4’, 48’, 51’, 66’, 73’ e 76’ O’Connor                                           |
| 7’, 19’ e 41’ Parra | c.p. | 13’, 24’, 60’ e 72’ O’Connor                                                    |

### Gli altri incontri
| Arbitro: | Jonathan Kaplan |

|                                     |      |                             |
|                                     | mt   | 10’ Turner 80’ Higginbotham |
|                                     | tr   | 10’, 80’ Barnes             |
| 25’, 29’, 34’, 36’, 64’ Twelvetrees | c.p. | 1’, 22’, 72’ Barnes         |
|                                     | drop | 77’ Barnes                  |

| Arbitro: | Bryce Lawrence |

|                       |      |                |
| 34’, 42’, 49’ Warwick | c.p. | 3’, 29’ Barnes |
| 6’, 62’ Warwick       | drop |                |